# Teddy Richert
Pour l’article homonyme, voir Richert.
Teddy Richert, né le 21 septembre 1974 à Avignon, est un footballeur français qui évoluait au poste de gardien de but. Reconverti entraîneur des gardiens, il occupe ce poste au Toulouse FC puis au Montpellier HSC.

## Biographie

### Carrière de joueur
Il a débuté au club L'Espérance de Sorgues (84) puis a été formé au Toulouse Football Club. En 1994 il remporte ces Jeux de la Francophonie avec une sélection française composée de joueurs de moins de 20 ans parmi lesquels on trouve Eric Carrière ou Vikash Dhorasoo. Il porte six saisons durant le maillot violet et joue 57 matchs de première division dans les cages de la « ville rose » ainsi que vingt matchs en seconde division. Transféré aux Girondins de Bordeaux à l'été 1999, il subit la concurrence d'Ulrich Ramé et ne dispute qu'un match de Ligue des champions.
Prêté l'année suivante au Lille OSC pour se relancer, il est victime d'une rupture du tendon d'Achille qui le tient éloigné des terrains toute la saison. C'est finalement au FC Sochaux-Montbéliard qu'il parvient à définitivement lancer sa carrière. Arrivé dans le Doubs en 2001 dans un club fraîchement promu en Division 1, Teddy Richert s'impose rapidement comme l'un des « chouchous » du stade Auguste-Bonal.
La finale de Coupe de la Ligue 2004, remportée aux tirs au but face au FC Nantes et durant laquelle il est héroïque en stoppant notamment une panenka de Mickaël Landreau, représente son heure de gloire et le point de départ d'une véritable passion de tout un public pour ce joueur. Exploit qu'il rééditera trois ans plus tard en arrêtant les tirs au but marseillais de Maoulida et Zubar lors de la finale de la Coupe de France 2007 que le FCSM remporte. Quelques jours plus tard, ce gardien de l'ombre, qui vante volontiers et constamment les mérites collectifs de ses coéquipiers plutôt que ses performances personnelles, voit ses qualités individuelles récompensées en étant élu par ses pairs meilleur gardien de Ligue 1 pour la saison 2006/2007 lors des Trophées UNFP - Canal +, mettant ainsi fin à l'hégémonie du Lyonnais Grégory Coupet.
Après avoir été présélectionné en équipe de France A à l'été 2006, il est convoqué par Raymond Domenech au sein du groupe de 34 joueurs appelés à disputer les 21 et 22 août 2007 des matches amicaux, avec l'équipe de France A ou A', contre les sélections slovaques respectives. Il sera finalement la doublure de Sébastien Frey avec l'équipe A'.
S'étant blessé au début de la saison 2010-2011, Teddy est remplacé par Mathieu Dreyer puis par le jeune Pierrick Cros à la suite des mauvais résultats de Mathieu. Il fait son retour en Ligue 1 le 5 février 2011 lors d’un déplacement à Nice. En fin de saison 2011-2012, il quitte le club après onze ans passés sous le maillot sochalien, provoquant ainsi une forte émotion dans l'enceinte sochalienne lors de son départ.
Le 3 septembre 2012, il annonce qu'il met un terme à sa carrière professionnelle.

### Carrière d’entraîneur
Lors de l'été 2013, il intègre le staff du centre de formation du Toulouse FC en tant qu’entraîneur des gardiens du centre et de l'équipe réserve. Le 16 mars 2015, à la suite du licenciement d'Alain Casanova, il intègre le staff du Toulouse FC et y exerce la fonction d'entraîneur des gardiens. Il quitte le staff de Dominique Arribagé en juin 2015.
En juin 2016, il devient l'entraîneur des gardiens du Montpellier HSC où il retrouve Frédéric Hantz sous les ordres duquel il a évolué au FC Sochaux en 2007. Il quitte le club à l’issue de la saison 2020-2021.

## Statistiques
| Saison                | Club                   | Championnat           | Championnat | Championnat | Coupe(s) nationale(s) | Coupe(s) nationale(s) | Compétition(s) continentale(s) | Compétition(s) continentale(s) | Compétition(s) continentale(s) | Total | Total |
| Saison                | Club                   | Division              | M.          | B.          | M.                    | B.                    | Comp.                          | M.                             | B.                             | M.    | B.    |
| 1996-1997             | Toulouse FC            | Division 2            | 20          | 0           | 3                     | 0                     | -                              | -                              | -                              | 23    | 0     |
| 1997-1998             | Toulouse FC            | Division 1            | 31          | 0           | 3                     | 0                     | -                              | -                              | -                              | 34    | 0     |
| 1998-1999             | Toulouse FC            | Division 1            | 26          | 0           | 3                     | 0                     | -                              | -                              | -                              | 29    | 0     |
| Sous-total            | Sous-total             | Sous-total            | 77          | 0           | 9                     | 0                     | -                              | -                              | -                              | 86    | 0     |
| 1999-2000             | Girondins de Bordeaux  | Division 1            | -           | -           | -                     | -                     | C1                             | 1                              | 0                              | 1     | 0     |
| 2000-2001             | Lille OSC (prêt)       | Division 1            | 1           | 0           | -                     | -                     | -                              | -                              | -                              | 1     | 0     |
| Sous-total            | Sous-total             | Sous-total            | 1           | 0           | -                     | -                     | -                              | 1                              | 0                              | 2     | 0     |
| 2001-2002             | FC Sochaux-Montbéliard | Division 1            | 9           | 0           | 3                     | 0                     | -                              | -                              | -                              | 12    | 0     |
| 2002-2003             | FC Sochaux-Montbéliard | Ligue 1               | 34          | 0           | 4                     | 0                     | C3                             | 5                              | 0                              | 43    | 0     |
| 2003-2004             | FC Sochaux-Montbéliard | Ligue 1               | 21          | 0           | 1                     | 0                     | C3                             | 2                              | 0                              | 24    | 0     |
| 2004-2005             | FC Sochaux-Montbéliard | Ligue 1               | 37          | 0           | 4                     | 0                     | C3                             | 7                              | 0                              | 48    | 0     |
| 2005-2006             | FC Sochaux-Montbéliard | Ligue 1               | 36          | 0           | 4                     | 0                     | -                              | -                              | -                              | 40    | 0     |
| 2006-2007             | FC Sochaux-Montbéliard | Ligue 1               | 38          | 0           | 9                     | 0                     | -                              | -                              | -                              | 47    | 0     |
| 2007-2008             | FC Sochaux-Montbéliard | Ligue 1               | 38          | 0           | 5                     | 0                     | C3                             | 2                              | 0                              | 45    | 0     |
| 2008-2009             | FC Sochaux-Montbéliard | Ligue 1               | 33          | 0           | 2                     | 0                     | -                              | -                              | -                              | 35    | 0     |
| 2009-2010             | FC Sochaux-Montbéliard | Ligue 1               | 31          | 0           | 3                     | 0                     | -                              | -                              | -                              | 34    | 0     |
| 2010-2011             | FC Sochaux-Montbéliard | Ligue 1               | 15          | 0           | -                     | -                     | -                              | -                              | -                              | 15    | 0     |
| 2011-2012             | FC Sochaux-Montbéliard | Ligue 1               | 31          | 0           | -                     | -                     | C3                             | 2                              | 0                              | 33    | 0     |
| Sous-total            | Sous-total             | Sous-total            | 323         | 0           | 35                    | 0                     | -                              | 18                             | 0                              | 376   | 0     |
| Total sur la carrière | Total sur la carrière  | Total sur la carrière | 401         | 0           | 44                    | 0                     | -                              | 19                             | 0                              | 464   | 0     |

## Palmarès

### En club
- Vainqueur de la Coupe de France en 2007 avec le FC Sochaux
- Vainqueur de la Coupe de la Ligue en 2004 avec le FC Sochaux
- Finaliste de la Coupe de la Ligue en 2003 avec le FC Sochaux
- Vice-champion de France de Division 2 en 1997 avec le Toulouse FC

### Distinctions individuelles
- Élu meilleur gardien de Ligue 1 en 2007
- Membre de l'équipe-type de Ligue 1 en 2007